# Fermin Rocker
Fermin Rocker (22 de dezembro de 1907 – 18 de outubro de 2004) foi um pintor inglês e filho dos conhecidos anarco-sindicalistas Rudolf Rocker e Milly Witkop.

## Vida e obra
Rocker nasceu em Londres em 1907 e cresceu no East End, no distrito de Stepney, até o final de 1918. Do início de 1919 a 1928 viveu com sua família em Berlim. Quando criança, conheceu personalidades do anarquismo internacional, como o príncipe Kropotkin (o fundador do anarquismo comunista), Errico Malatesta, Augustin Souchy, Emma Goldman, Alexander Berkman, Franz Pfemfert, Agnes Smedley, Erich e Zenzl Mühsam, Nestor Machno, Max Nettlau e Buenaventura Durruti. Em 1929 emigrou para os EUA e trabalhou como artista gráfico . Em 1938 tornou-se autônomo e ilustrou vários livros infantis. Suas pinturas pertencem à escola do realismo americano, embora Fermin Rocker nunca tenha se sentido comprometido com um movimento artístico específico. Em 1972 voltou a Londres, onde trabalhou como artista visual até sua morte.

## Trabalhos
- Emile Pataud / Emile Pouget: Das letzte Gefecht (raduzido por Rudolf Rocker, ilustrado por Fermin Rocker), Berlim 1930.
- Natalie Savage Carlson: A pet for the Orphelines (em Braille, a versão impressa foi ilustrada por Fermin Rocker), Cincinnati 1964.
- Betty Horvath: Hoory for Jasper (Ilustrado por Fermin Rocker), Nova York 1966 (ISBN 0531016889).
- William Sydney Porter (Pseudonym: O. Henry): The gift of the magi, and five other stories (Ilustrado por Fermin Rocker), Nova York 1967.
- Carol Ryrie Brink: Winter cottage (Desenhos de Fermin Rocker), Nova York 1968.
- Carol Ryrie Brink: Two are better than one (Desenhos de Fermin Rocker), Nova York 1968.
- Karin Anckarsvard: Struggle at Soltuna (Ilustrado por Fermin Rocker), Nova York 1968.
- Elizabeth Jane Coatsworth: Indian mound farm (Desenhos de Fermin Rocker), Nova York 1969.
- Jean Bothwell: The Mystery Candlestick (Ilustrado por Fermin Rocker), Nova York, 1970.
- Lorraine Henriod: Marie Curie (Ilustrado por Fermin Rocker), Nova York 1970,
- Patricia Miles Martin: Thomas Alva Edison (Ilustrado por Fermin Rocker), Nova York 1971.
- Charles P. Graves: The Wright brothers (Ilustrado por Fermin Rocker), Nova York 1973.
- Winifred Cawley: Gran at Coalgate (Ilustrado por Fermin Rocker), Oxford 1974 (ISBN 0192713663).
- Peter Carter: The Gates of Paradise (Ilustrado por Fermin Rocker), Oxford 1974 (ISBN 0192713671).
- Johanna Reiss: The Journey Back (Ilustrado por Fermin Rocker), Oxford 1977 (ISBN 0192714031).
- Johanna Reiss: The Upstairs Room (Ilustrado por Fermin Rocker, capa de Sarah Simpson), Londres 1979.
- Bernard Ashley: The Trouble with Donovan Croft, (Ilustrado por Fermin Rocker), Oxford 1980 (ISBN 0192771019)